# Indukcja (psychologia)
Indukcja (ang. induction; łac. inducito – wprowadzenie) – w psychologii indukcja oznacza przenoszenie emocji lub innych treści psychicznych między danymi osobami w procesie komunikacji.
Przenoszenie emocji z jednej osoby na drugą stanowi mechanizm empatii.